# Gabri jezik
Gabri jezik (gabere, gaberi, ngabre, južni gabri; ISO 639-3: gab), afrazijski jezik istočnočadske skupine, kojim govori 34 400 (2000) ljudi u čadskoj regiji Tandjilé, departman Tandjilé Est, u području sela Dormon i Darbé.
Svako ovo selo služi se svojim vlastitim dijalektom, koji nose nazive po njima.

## Vanjske poveznice
- Ethnologue (14th)
- Ethnologue (15th)